# قلعه استانا
قلعه استانا (به سوئدی: Östanå slott) یک قلعه واقع در بخش آستروکر، سوئد است.

قلعه در امتداد ساحل بالتیک تنها در فاصله حدود ۴۵ دقیقه از شهر استکهلم واقع شده‌است. این قلعه در یک منظره دریاچه‌ای در حدود ۳۴٫۵ هکتار در قالب یک باغ باروک واقع شده و به سمت آب ترسیم شده‌است. ساختمان اصلی چوبی در دهه ۱۶۸۰ توسط ارتش روسیه در جنگ بزرگ شمال در سال ۱۷۱۹ سوزانده شد. خانه‌ای که در حال حاضر وجود دارد در سال‌های ۱۷۹۱ تا ۱۷۹۴ توسط سیمون برنارد هب ساخته شد. امروزه اموال دارای دو بال و چند ساختمان کوچک است که در حدود ۱۱٬۰۰۰ متر مربع است. پس از گذشت بیش از صد سال متعلق به همان خانواده (بنیانگذار) است. قلعه در نزدیکی به مناطق شکار عالی واقع شده‌است.